# Grundsätze ordnungsgemäßer und qualifizierter Personalberatung
Die Grundsätze ordnungsgemäßer und qualifizierter Personalberatung (GoPB) sind Richtlinien des Bundesverbandes Deutscher Unternehmensberater (BDU), die beschreiben, wie ein Beratungsauftrag zur Unterstützung eines Auftraggebers bei dessen Suche nach einer Fach- und Führungskraft (Personalberatung) in geeigneter Weise erfüllt werden sollte.

## Inhalte
Die GoPB beschreiben den Beratungsprozess von Beginn der vertraglichen Vereinbarung an bis zum Ende der Zusammenarbeit zwischen Personalberater und Auftraggeber. Im Einzelnen werden u. a. Empfehlungen für das Erstgespräch mit dem Klienten und den grundsätzlichen vertraglichen Rahmen, die Vorbereitung und Durchführung des Such- und Auswahlprozesses, die Bewertung von Kandidatenunterlagen, das Fachinterview mit geeigneten Kandidaten, die Referenzüberprüfung sowie für die nachvertraglichen Regelungen ausgesprochen. Auf die juristischen Pflichten aus dem Allgemeinen Gleichbehandlungsgesetz und der Regelungen zur so genannten Direktansprache am Arbeitsplatz wird besonders hingewiesen. Auf Grund ihrer Beurteilungs- und Bewertungskriterien können die GoPB als fundierte Entscheidungshilfe für Klienten und Kandidaten dienen.

## Rechtliche Bedeutung
Ähnlich der Empfehlungen anderer Berufs- und Wirtschaftsverbände oder auch der DIN-Normen handelt es sich bei den GoPB primär um „private Regelwerke mit Empfehlungscharakter“. Sie sind daher nicht bindend, können aber im Falle gerichtlicher Auseinandersetzungen einen Maßstab für einwandfreies Vorgehen – im Sinne einer anerkannten Regel des Berufsstandes – sein.